# Cercomantispa keiseri
Cercomantispa keiseri is een insect uit de familie van de Mantispidae, die tot de orde netvleugeligen (Neuroptera) behoort. 
Cercomantispa keiseri is voor het eerst wetenschappelijk beschreven door Handschin in 1963.